# Ахиллес и черепаха
Ахилле́с и черепа́ха — одна из апорий древнегреческого философа Зенона Элейского (V век до н. э.). Споры вокруг этой и других апорий Зенона насчитывают более двух тысячелетий и продолжаются в наши дни (см. краткий список литературы).

## Современная формулировка
Быстроногий Ахиллес никогда не догонит неторопливую черепаху, если в начале движения черепаха находится впереди Ахиллеса.

Допустим, Ахиллес бежит в десять раз быстрее, чем черепаха, и находится позади неё на расстоянии в тысячу шагов. За то время, за которое Ахиллес пробежит это расстояние, черепаха в ту же сторону проползёт сто шагов. Когда Ахиллес пробежит сто шагов, черепаха проползёт ещё десять шагов, и так далее. Процесс будет продолжаться до бесконечности, Ахиллес так никогда и не догонит черепаху.

## История
Самая ранняя (из дошедших до наших дней) формулировка данной апории приведена в «Физике» Аристотеля:

Второй [аргумент Зенона] называется «Ахиллес». В нём говорится, что медлительнейшее – когда оно бежит – никогда не будет догнано быстрейшим. Ибо прежде, чем это может произойти, необходимо, чтобы преследователь прибыл в то место, откуда стартовал преследуемый; так что необходимо, чтобы более медленный всегда был несколько впереди.

Диоген Лаэртский считал автором этой знаменитой апории Парменида, учителя Зенона. Черепаха как персонаж вставлена позднейшими комментаторами (Симпликием и Фемистием), в тексте апории, приведенном в «Физике» Аристотеля, быстроногий Ахиллес догоняет другого бегуна.
Данная апория — парная по отношению к другой зеноновской апории, «Дихотомии», которая, наоборот, доказывает, что движение никогда не начнётся.
Образ Ахиллеса (Ахилла) в апории взят из «Илиады», где герой Ахиллес неоднократно именуется «быстроногим». Сюжет апории напоминает безуспешную погоню Ахилла за Гектором (глава 22):
  188. Гектора ж, в бегстве преследуя, гнал Ахиллес непрестанно.

        Словно как пёс по горам молодого гонит оленя.<…>

  199. Словно во сне человек изловить человека не может,

        Сей убежать, а другой уловить напрягается тщетно, —

        Так и герои, ни сей не догонит, ни тот не уходит.

## Разрешение апории
Довольно часто появлялись (и продолжают появляться) попытки математически опровергнуть рассуждения Зенона и тем самым «закрыть тему». Например, построив ряд из уменьшающихся интервалов для апории «Ахиллес и черепаха», можно легко доказать, что он сходится, так что Ахиллес обгонит черепаху. В этих «опровержениях», однако, подменяется суть спора. В апориях Зенона речь идёт не о математической модели, а о реальном движении, и поэтому бессмысленно ограничить анализ парадокса внутриматематическими рассуждениями — ведь Зенон как раз и ставит под сомнение применимость к реальному движению идеализированных математических понятий.
Серьёзные исследования апорий Зенона рассматривают физическую и математическую модели совместно. Одно из возможных объяснений апории: ложность представления о бесконечной делимости расстояния и времени. См. подробнее статью Апории Зенона#Современная трактовка.

## Апория в литературе и искусстве
- Спору Зенона с Антисфеном посвящено стихотворение Пушкина «Движение».
- Льюис Кэрролл написал диалог с логическими загадками под названием «Что Черепаха сказала Ахиллесу?»[5].
- Лев Толстой в III томе эпопеи «Война и мир» (начало 3-й части) пересказывает парадокс про Ахиллеса и черепаху и предлагает своё толкование: нельзя разделять непрерывное движение на «отдельные единицы» (вероятно, имеются в виду точки). Далее Толстой, по аналогии, рассуждает о роли отдельной личности в истории.
- Поль Валери в поэме «Кладбище у моря» (Le Cimetière Marin, 1920) писал[6]:

     Зенон Элейский, мыслию разящий, 

     Пронзил меня насквозь стрелой дрожащей,

     Хоть сам её полётом пренебрег.

     Рождён я звуком, поражён стрелою.

     Ужель тень черепахи  мне закроет

     Недвижного Ахилла быстрый бег! 
- Апория про Ахиллеса неоднократно упоминается в произведениях Борхеса.
- Такэси Китано в 2008 году снял фильм «Ахиллес и черепаха».
- Указанные персонажи встречаются в Диалогах книги Дугласа Хофштадтера «Гедель, Эшер, Бах — эта бесконечная гирлянда».
- В 2003 году поэт, эссеист и журналист Линор Горалик написала произведение «Ахилл говорит черепахе», позже опубликованное в «Книге одиночеств» Макса Фрая[7].
- В манге «Магическая битва» автор Гэгэ Акутами использует апорию про Ахиллеса для описания способности одного из главных героев, Сатору Годзё.
- Апория служит основой сюжета в рассказе Ю. Ф. Третьякова «Парадокс Зенона».